# Schaduwprijs
Mit dem Schaduwprijs wird seit 1997 jährlich im Juni, dem niederländischen „Monat des spannenden Buches“, das beste Erstlingswerk eines einheimischen Kriminalschriftstellers durch die Vereinigung niederländischer Krimiautoren (Genootschap van Nederlandstalige Misdaadauteurs) (GNM) ausgezeichnet. 2019 schließt sich die GNM als eine Sektion der niederländischen Autorenvereinigung (Auteursbond) an.[veraltet]
Der Gewinner des Schaduwprijs erhält als Anerkennung ein Preisgeld in Höhe von 2.000 € (bis 2017 1.000 €) und seit 2013 einen Siebdruck des niederländischen Künstlers Daan Jippes (zwischen 1997 und 2012 von Dick Bruna). Kurzgeschichten sind von einer Prämierung ausgenommen, es werden nur Kriminalromane berücksichtigt.
Namensgeber des Preises ist der Protagonist De Schaduw (dt. Der Schatten) aus den Detektivromanen des niederländischen Schriftstellers Havank (Pseudonym von Hendrikus Frederikus (Hans) van der Kallen, (1904–1964)).

## Preisträger Bester niederländischer Erstlingsroman – De Schaduwprijs
| Jahr | Preisträger/-in       | Originaltitel Verlag, Ort Jahr 1                                                                               | Deutscher Titel Verlag, Ort Jahr 1           |
| 1997 | Corine Kisling        | Satan in de Polder De Arbeiderspers, Amsterdam 1996                                                            |                                              |
| 1998 | Ed Sanders            | De Frontrunners Meulenhoff-M, Amsterdam 1998                                                                   |                                              |
| 1999 | West & Waterman       | De Medicijnmakers Luitingh-Sijthoff, Amsterdam 1998                                                            |                                              |
| 2000 | Gerry Sajet           | Schoon Schip Ellessy Crime, Arnhem 1999                                                                        |                                              |
| 2001 | Annemarie van Gelder  | De ezelsbrug Signature, Baarn 2000                                                                             | Engelchen, flieg Goldmann, München 2004      |
| 2002 | Herman Vemde          | Basuko Davidsfonds/Ellessy Crime, Arnhem 2001                                                                  |                                              |
| 2003 | Bavo Dhooge           | SMAK Davidsfonds/Literair, Leuven 2002                                                                         |                                              |
| 2004 | Freddy Michiels       | Het Hollywood complot Houtekiet, Antwerpen + Amsterdam, 2004                                                   |                                              |
| 2005 | Roué Hupsel           | Blinde muren Conserve, Schoorl 2004                                                                            |                                              |
| 2006 | Tupla Mourits         | Vrouwelijk naakt De Arbeiderspers, Amsterdam 2005                                                              |                                              |
| 2007 | Eva Maria Staal       | Probeer het mortuarium Nieuw Amsterdam, Amsterdam 2007                                                         |                                              |
| 2008 | Derwent Christmas     | Twee tranen Nieuw Amsterdam, Amsterdam 2008                                                                    |                                              |
| 2009 | Erik van Vliet        | Het Bonobo Alternatief Karakter, Uithoorn 2009                                                                 |                                              |
| 2010 | Bram Dehouck          | De minzame moordenaar Van Halewyck, Leuven 2009                                                                |                                              |
| 2011 | Linda Jansma          | Caleidoscoop Verbum Crime, Laren 2010                                                                          |                                              |
| 2012 | Kevin Valgaeren       | De Ziener Kramat, Westerlo 2011                                                                                |                                              |
| 2013 | Walter Lucius         | De vlinder en de storm A. W. Bruna Uitgevers, Utrecht 2013                                                     | Schmetterling im Sturm Suhrkamp, Berlin 2014 |
| 2014 | Donald Nolet          | Versleuteld Cargo, De Bezige Bij, Amsterdam 2013                                                               |                                              |
| 2015 | René van Rijckevorsel | Tunis Cargo, De Bezige Bij, Amsterdam 2014                                                                     |                                              |
| 2016 | Max van Olden         | Lieve edelachtbare Ambo Anthos, Amsterdam 2015                                                                 |                                              |
| 2017 | Jan Van der Cruysse   | Bling bling: diamantroof in Delhi Davidsfonds Uitgeverij, Antwerpen 2016                                       |                                              |
| 2018 | André Hoogeboom       | Max: het ongeautoriseerde verhaal over de jongste Formule I-winnaar ooit Karakter Uitgevers B.V., Uithorn 2017 |                                              |
| 2019 | Erik Betten           | Quarantaine Luitingh-Sijthoff, Amsterdam 2018                                                                  |                                              |
| 2020 | Bettie Elias          | Het tuinfeest Houtekiet, Antwerpen 2019                                                                        |                                              |
| 2021 | Floris Kleijne        | Klaverblad De Boekerij, Amsterdam 2021                                                                         |                                              |
| 2022 | Bas Haan              | Lenoir Ambo Anthos, Amsterdam 2021                                                                             |                                              |
| 2023 | keine Preisverleihung | keine Preisverleihung                                                                                          | keine Preisverleihung                        |

1 = Verlags- und Jahresangaben beziehen sich auf die Original- bzw. deutschen Erstausgaben